# SS-Kavallerie-Brigade
SS-Kavallerie-Brigade var en tysk militär enhet inom Waffen-SS. I det av Tyskland ockuperade Sovjetunionen deltog brigaden i folkmord på den judiska befolkningen samt partisanbekämpning. SS-Kavallerie-Brigade upplöstes 1942 och bildade kärnan i 8. SS-Kavallerie-Division Florian Geyer.